# Ron Zacapa Centenario
Ron Zacapa Centenario er en type rom, der bliver produceret i Guatemala af Rum Creation and Products, som er et datterselskab af Industrias Licoreras de Guatemala. Det bliver distribueret og markedsført af Diageo. Zacapa Centenario blev skabt i 1976 for at fejre 100-året for grundlæggelsen af byen Zacapa i det østlige Guatemala. Det er et produkt af blending, stabilisering og modningsprocesser i vellagret rom af kemikeren Alejandro Burgaleta. 

## Historie
Zacapa er en lille by i det østlige Guatemala, der blev grundlagt 1876. Rommen fik navn efter byen i 1976 ved dens 100-års jubilæum. Dr. Burgaleta udviklede og skabte også rommen Venado, der er et andet af Industrias Licoreras de Guatemalas produkter.
Tidligere Zacapa-flasker blev pakket ind i petate - en håndlavet måtte fremstillet af palmeblade som kan dateres tilbage til mayaperioden, og som laves i Esquipulas, nær grænsen til Honduras og El Salvador af traditionelle hattemagere. I nyere tid har flaskerne kun haft denne måtte omkring midten af flasken.
Ron Zacapa Centenario 23 var tidligere kendt som Ron Zacapa Centenario 23 Años. Navnet blev ændret, da det skabte forvirring, da folk troede at det var en 23 år gammel rom, frem for at være en blanding af rom som var mellem 6 og 23 år gammel.

### Produkter
| - Zacapa 23 - En premium rom med en alder på mellem 6 og 23 år. 40% alkohol. - Zacapa XO - En super premium rom med en alder på mellem 6 og 23 år. 40% alkohol. |  | - Zacapa Edición Negra - Alder mellem 6 og 24 år. - Zacapa Royal |

## Hæder
Rommen modtog den førstepladsen i kategorien premium rom fire år i træk under International Rum Festival i 1998, 1999, 2000 og 2001. Det var den første rom, der blev introduceret i International Rum Festival's Hall of Fame.